# Sveriges TV-historia

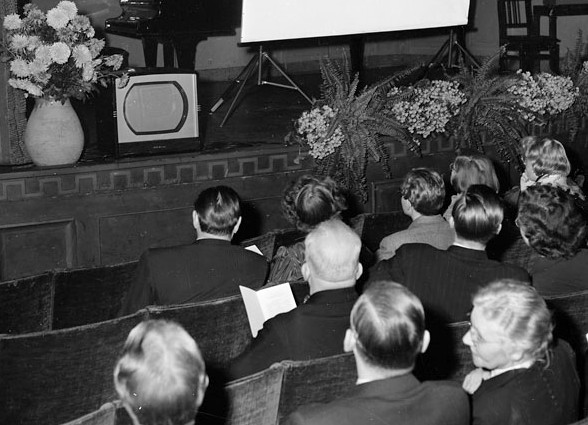
Visning av television i Stockholms Konserthus den 10 december 1950 räknas som televisionens första praktiska framträdande i Sverige.

Denna artikel behandlar Sveriges TV-historia.

## 1930-1950: Teknikdemonstrationer

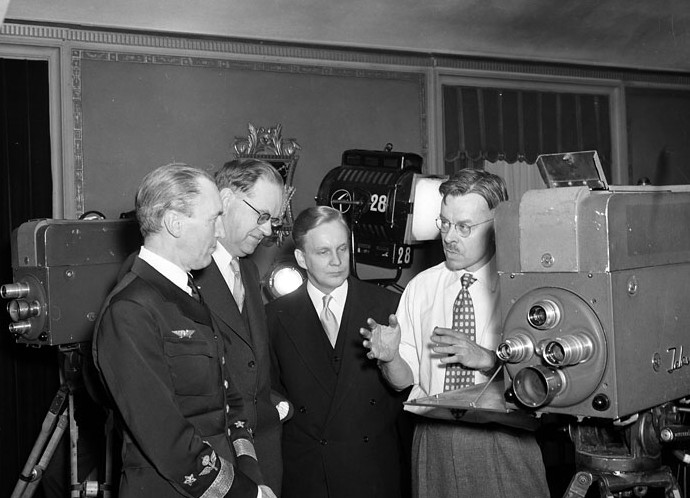
Tage Erlander och Bengt Nordenskiöld får en TV-demonstration 1950 av Walter Lawrence från RCA efter televisionens första praktiska framträdande i Sverige i Stockholms Konserthus.

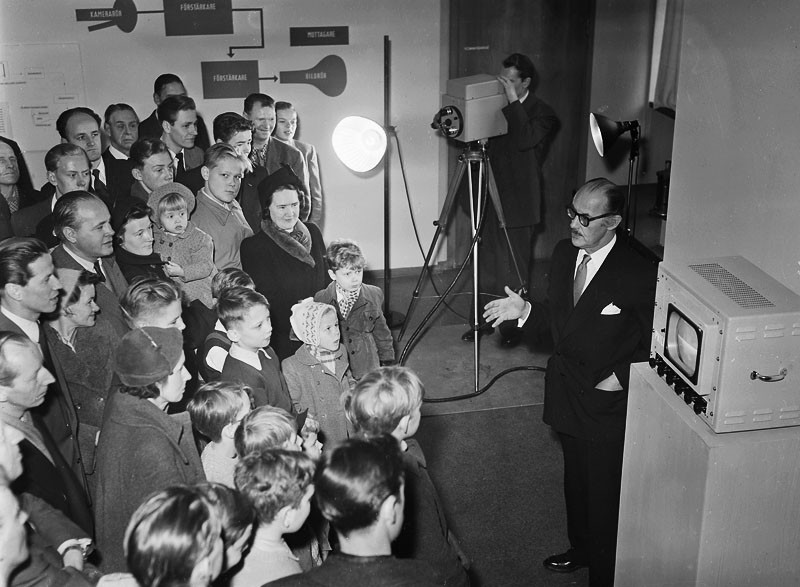
Philips demonstrerar television på Tekniska museet i Stockholm, november 1952.

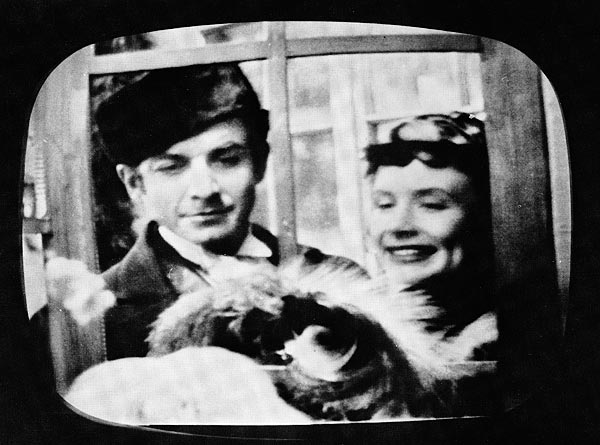
När man köper julklappar. Den första TV-teaterföreställningen i Sverige 1954. Skådespelare: Curt Masreliez och Doris Svedlund. Regi: Jan Molander.

Första visningen av television för allmänheten ägde rum i december 1930 på Svensk Filmindustris (SF) biograf Röda Kvarn i centrala Stockholm av skotten John Logie Bairds ”televisor”.
I december 1935 visade Stockholms-Tidningens kontor vid Slussen i Stockholm och Dagens Nyheters kontor vid S:t Eriksplan ”synradion”. Utsändningarna ordnades av Svenska Radioaktiebolaget (SRA/Radiola) på Kungsholmen i Stockholm.
I november 1938 visade Stockholms-Tidningen själv i samarbete med Svenska Philips ”levande fjärrbild med ljud” på Kungsgatan i Stockholm.
Det regerande partiet Socialdemokraterna som vid tiden haft makten sedan 1932 ansåg frågan om Television som lågt prioriterad och det mynnade så småningom ut 1944 i att "Telegrafstyrelsen skulle följa den tekniska utvecklingen och Radiotjänst den programmässiga".
1946 reste två assistenter Björn Nilsson och Hans Werthén vid Kungliga Tekniska högskolan (KTH) till USA för att studera televisionens ståndpunkter och framtidsmöjligheter. När de kom hem konstaterade de i en reserapport att ”Tiden nu får anses mogen att även i Sverige börja bearbeta olika sidor av televisionstekniken”.
År 1950 direktsändes Nobelprisutdelningen i Stockholms Konserthus den 10 december för första gången i television. Sändningen räknas som televisionens första praktiska framträdande i Sverige. Redan några dagar innan kom några tekniker från Radio Corporation of America (RCA) med den nödvändiga utrustningen. Nobelprisutdelningen visades sedan på monitor och filmduk för en utvald publik i Konserthuset.

## 1950-1956: Försökssändningar från KTH
Hösten 1950 inledde den av Telegrafstyrelsen skapade Televisionsforskningsnämnden försökssändningar från KTH med TV-sändningar från KTH:s Teknis på onsdagar. Dessa nådde cirka 300 amatörbyggda mottagare med en täckningsradie av 50 km under goda förhållanden.Finansiering kom från Ericsson, Försvarets forskningsanstalt, Telegrafstyrelsen och KTH. Ledningen hos Telegrafverket var i motsats till Radiotjänst och Tidningsutgivarna öppen för såväl reklamfinansiering som mottagaravgifter.
1951 tillsatte regeringen en statlig utredning som fick öknamnet televisionsfördröjningskommittén.
1954 genomfördes en vecka med film arrangerad av Sandrew-Ateljéerna av en regissör och en ingenjör från Philips som initiativtagare trots motstånd från ägaren av Sandrews för att denne befarade minskade biografintäkter.  Samt en massa program som sponsrades av olika organisationer och företag.  Detta satte sedan fart på andra krafter som ville ha en licensbaserad och statligt styrd television.

## 1956-1969: Officiell start och de första åren
Den officiella starten av TV-sändningar i Sverige ägde rum 1956 med analog televisionsteknik. TV-sändningar hade dock kunnat tas emot från Danmark sedan den 2 oktober 1951 då de danska provsändningarna startade. Svenska TV-sändningar inleddes i mindre skala den 29 oktober 1954 med programmet En skål för televisionen. Programledare var Lennart Hyland. Radiotjänst hade då fått tillstånd att göra provsändningar mellan 1 september 1954 och 30 maj 1955. Ett av problemen i början som många hade var till exempel att bilden ofta började "rulla", vilket berodde på att vertikalavlänkningsfrekvensen varierade något efter att komponenterna blev varma, och att denna därför behövde justeras. Ganska snart fick apparaterna kretsar som skötte detta automatiskt.
Det fanns ett motstånd mot televisionen bland de svenska politikerna, särskilt i det regeringsbildande socialdemokratiska partiet, men i och med att sändningarna kom igång 1954 minskade detta motstånd och TV-sändningar kunde officiellt inledas av Radiotjänst den 15 september 1956 med programmet Sigge slår på stora trumman följt av det första avsnittet av den amerikanska komediserien I Love Lucy. Televisionen skulle vara reklamfri och finansieras genom licensavgifter. Antalet TV-licenser växte snabbt, och inför fotbolls-VM 1958 i Sverige började TV bli en vanlig apparat i de svenska hemmen. 1957 inleddes reguljära sändningar och Radiotjänst bytte namn till Sveriges Radio, som sänt radio i Sverige sedan 1925.
1960–1961 gjordes ett försök med en (i stort sett) TV-fri dag i veckan, med målsättningen att göra den tidiga televisionens motståndare lite mindre kritiska. Ett och ett halvt år varade försöket, som genomfördes på onsdagar.

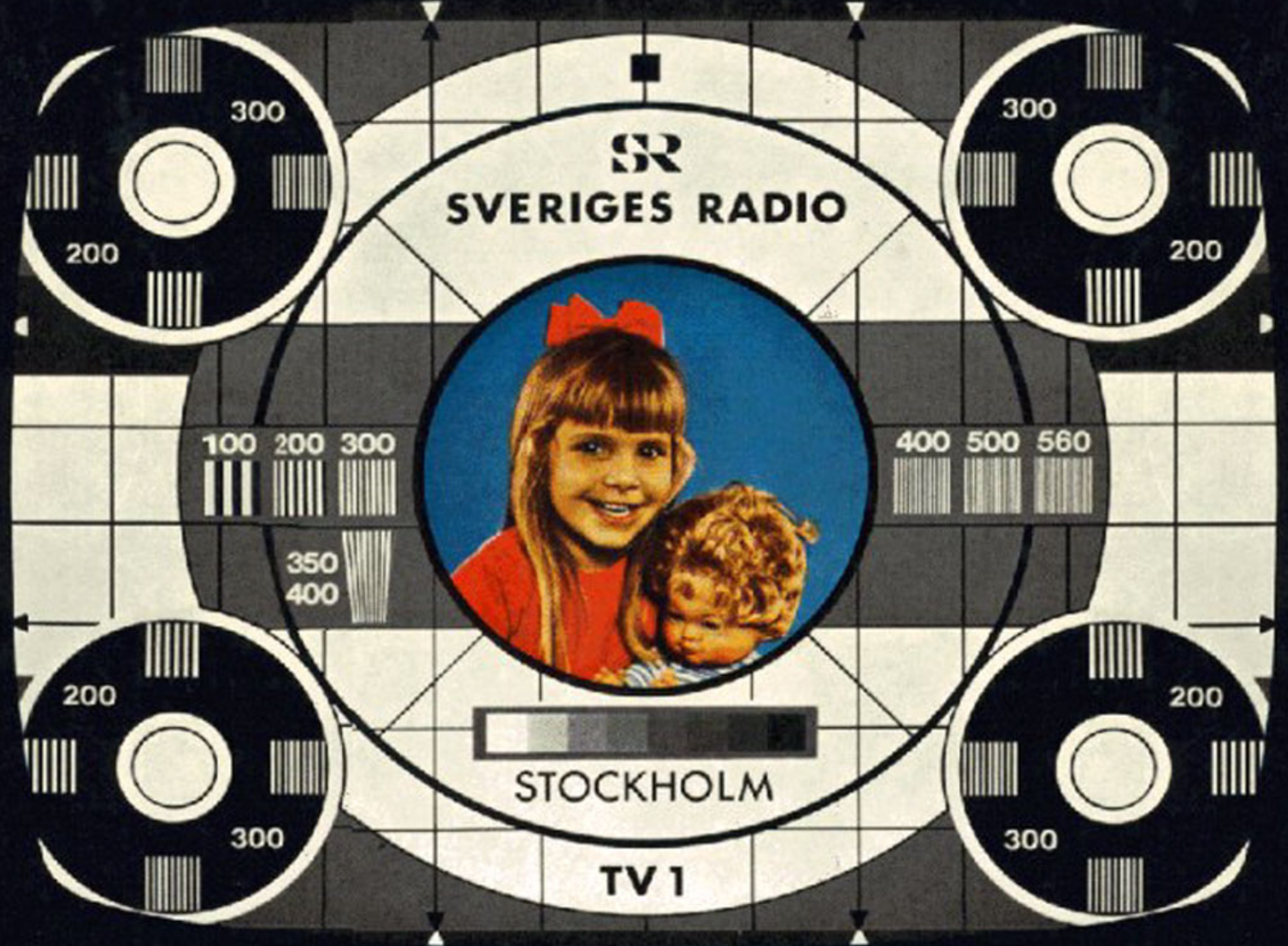
Sveriges första testbild i färg

## 1969-1987: Två public service-kanaler och färg-TV
Under slutet av 1960-talet diskuterades frågan om en andra TV-kanal flitigt. Näringslivet och de borgerliga ville att den nya kanalen skulle finansieras av reklam för att garantera konkurrensen. Socialdemokraterna ville dock att även den andra TV-kanalen skulle vara reklamfri och drivas av Sveriges Radio, främst med tanke på dagstidningarnas annonsförsäljning. Så blev det. Den 5 december 1969 startade TV2 och den första TV-kanalen fick därför namnet TV1. Dessa två kanaler skulle konkurrera även om de tillhörde samma företag. TV2 fick omgående stämpeln "vänstervriden", vilket inte heller dementerades.
TV2:s satsningar på program om "vanliga människor på deras vanliga arbetsplatser" blev dock ett fiasko. Endast barnredaktionen och de regionala sändningarna (som bara sändes i fyra områden , Sydnytt, Västnytt, Östnytt och Nordnytt - resten av TV2-tittarna fick istället bara se en klocka mellan kl 19.20 och 19.30.) Senare sändes de fyra regionala programmen omväxlande i resten av Sverige. Först i slutet av 1980-talet fick statstelevisionen regionala nyheter över hela Sverige. 
TV1 körde vidare i liknande stil som före 1969. Lördagskvällar gällde något av Lennart Hylands program, 21 med Arne Weise eller Tiotusenkronorsfrågan. Amerikanska deckare som Columbo, McCloud, Kojak och Baretta sändes ursprungligen enbart i TV1, men från mitten av 1970-talet började de båda kanalerna allt mer likna varandra. Noterbart var också den korta sändningstiden, hela året startade sändningarna först vid 17.30-tiden med barnprogram. Och vardagar släcktes båda kanalerna kring kl 22. Licenspengarna användes huvudsakligen till egna mycket dyra produktioner. Vissa av dem har visats senare, till exempel Raskens, annat har mer eller mindre glömts.
Färg-TV-sändningar inleddes officiellt den 1 april 1970. De första färgsändningarna skedde dock redan 1967. 
1970 inleddes även testsändningar av regional television genom starten av Sydnytt för Skåne. Senare startade Nordnytt för Norrlandslänen, som delades upp i Nordnytt för Västerbottens och Norrbottens län och Mittnytt för de övriga 1972 då även Västnytt från Göteborg startade. Under 1980-talet skulle de regionala sändningarna komma att täcka hela landet genom start av Östnytt (1980), Smålandsnytt (1983), Tvärsnytt (1986) och slutligen ABC för Stockholms och Uppsala län som startade 1987.

## 1987-: Public Service-monopolet bryts
Sverige hade länge enbart två TV-kanaler som båda kom från Sveriges Radio/Sveriges Television. Detta monopol började brytas upp när kabel-TV-nät lanserades 1983. Under slutet av 1980-talet började kabelnäten i större utsträckning lägga till andra kanaler än SVT:s. Kabelnäten sände flera utländska kanaler som de tog emot via satellit, och kommersiell TV i Sverige blev ett faktum.
Den socialdemokratiska politikern Maj Britt Theorin förespråkade förbud mot privat innehav av parabolantenner under mitten av 1980-talet, på förslag från det Socialdemokratiska Kvinnoförbundet, och fortsatte att argumentera för det under många år.
Den 31 december 1987 inledde Kinnevik sina sändningar av TV3 som sände program på de skandinaviska språken. Sändningarna skedde via satellit från London för att kringgå skandinavisk lagstiftning. Ytterligare en svenskspråkig reklamfinansierad kanal, Nordic Channel, började sända 1989. Denna kanal bytte sedermera namn till Kanal 5.
Under slutet av 1980-talet startades också betal-TV-kanalerna Filmnet, TV1000 och SF Succé som sände till Sverige (TV1000 och SF Succé gick samman 1991).
TV4 startade sina sändningar den 15 september 1990. Man hade uttalade höga publicistiska ambitioner och startade bland annat ett nyhetsprogram, Nyheterna, som skulle konkurrera med då dominerande Rapport i TV2 och Aktuellt i Kanal 1.
I och med den ökade tillgången till utländska kanaler via kabelnät och satelliter återkom debatten om huruvida marksänd kommersiell television skulle införas. Olika modeller för detta diskuterades, vilket mynnade ut i att ett nationellt nät skulle upplåtas åt en privat TV-kanal.
Hösten 1991 skulle beslut fattas om att en tredje kanal skulle sända i marknätet. En jämn strid stod mellan TV3 och TV4 om den nya kanalen. Denna vanns till slut av TV4.
I TV4:s tillstånd stod det bland annat att man skulle upplåta sändningsutrymme i kanalen till tjugo regionala programbolag (vilket senare blev enbart sexton). På så vis hade Sverige två nät av regionala TV-sändningar, det i TV4 och det tidigare i TV2. SVT:s regioner utökades genom delning av Mittnytt-regionen till Gävledala och Mittnytt.
Att TV4 fick monopol på marksänd kommersiell TV gav kanalen en konkurrensfördel gentemot TV3. 1994 gick TV4 om TV2 och blev Sveriges mest sedda TV-kanal. TV3 blev därmed näst mest sedda kommersiella kanal medan Kanal 5 (tidigare Nordic Channel) kom att etablera sig som den tredje största kommersiella kanalen.
1992 introducerade TV4 daglig TV-morgonprogram i Sverige genom programmet Gomorron, senare Nyhetsmorgon. SVT följde efter med morgonsändningar från Rapport 1993. Sveriges Television hade dock sedan 1977 kört Gomorron Sverige lördagsmorgnar mellan kl 8 och 10, ursprungligen med Lennart Hyland som programledare, senare övertogs dessa lördagssändningar av Göteborgs-TV med flera olika programledare, bland annat Janne Jingryd som då samtidigt var värld för Tipsextra, fotboll från engelska ligan samt V65 trav 15.30 - 17.55, från november till mars. 
Under 1990-talet startades ytterligare svenska kanaler. Kinnevik startade ZTV 1992 och TV6 1994. Andra kanaler var TV 21 (start 1993) och TV8 (1997).

## Digital-TV
Under senare delen av 1990-talet har en digitalisering av TV-sändningarna diskuterats. Några av pionjärerna var kabelbolaget Com Hem och satellitdistributören Canal Digital.
1997 fattade Sveriges riksdag beslut om att digitala sändningar i marknätet skulle inledas. Dessa inleddes 1999. De första kanalerna som sändes där var SVT1, SVT2 och SVT24 samt fem regionala SVT-kanaler. 1999-2000 började bland annat TV4, Kanal 5, Canal+, TV3, ZTV, TV8, TV1000, Viasat Sport, eTV och K-world sändas i digitala marknätet.
Den 15 augusti 2001 slutade MTG:s kanaler sända i marknätet, vilket ledde till en omfattande debatt. Istället fick andra kanaler ta över MTG:s utrymme.
År 2001 startades Västerbottensnytt och Värmlandsnytt i SVT.
Under 2000-talet startades en uppsjö av nya kanaler. Utöver SVT24 har SVT startat SVT Barn (2002) och Kunskapskanalen (2004). TV4-Gruppens första seriösa satsning på ytterligare en kanal var TV4 Plus (2003). Sedan dess har företaget expanderat snabbt med bland annat TV4 Film (2004), TV400 (2005), TV4 Fakta (2005), TV4 Komedi (2006), TV4 Guld (2006) och TV4 Sport (2005/07). Även betal-TV-tjänsterna med Canal Plus-kanalerna, TV1000-kanalerna och Viasat Sport:s-kanaler har mångdubblat antalet TV-kanaler och abonnenter. Många mindre aktörer har också lanserat nya kanaler, med varierande resultat.
Efter att nya tillstånd för marksänd digital-TV delats 2004 ut började MTG åter sända sina tre huvudkanaler (TV3, ZTV och TV8) i marknätet.
Den 19 september 2005 inleddes släckningen av det analoga marknätet. Sveriges riksdag hade beslutat att marknätet skulle vara helt digitaliserat i februari 2008.
I många andra länder har TV-bolagen haft en gemensam utmärkelse som delas ut till TV-personligheter och program. År 2005 fick Sverige ett sådant pris - Kristallen. Tidigare hade Aftonbladets TV-pris haft en liknande funktion.
Genom att bredband blivit tillgängligt i allt högre grad har webb-TV kunnat etablera sig. En undersökning gjord av Mediavision under 2007 visade att 10 procent av svenskarna (mellan 15 och 74 år gamla) tittade på webb-TV dagligen. Detta var en ökning från 3 procent under första kvartalet samma år. Bland de största sajterna med webb-tv-innehåll, fanns Aftonbladet.se, Expressen.se, Youtube.com, TV4.se och Svt.se.

## Program
Under 1980- och 90-talen fanns flera så kallade caféprogram. Efter att dessa försvann har pratprogram i anglosaxisk stil haft viss framgång.
De kommersiella kanalerna prioriterade från att de startade i början av 1990-talet program för en bred publik - framför allt publiksporter som fotboll och ishockey, film och dramaserier från bland annat USA, populärkultur och underhållningsprogram samt i viss mån samhällsprogram. SVT har sedan dess alltmer satsat på samhällsprogram, samt smalare program inom kulturen. När SVT direktsänder sport hoppar programmen ofta mellan SVT1 och SVT2, och tittaren får använda fjärrkontrollen för att knappa över. Vid pauser under direktsända idrottstävlingar har SVT och betalkanalerna ofta, förutom diskussion om själva tävlingen, ofta sänt reportage och historiska tillbakablickar. De reklamfinansierade kanalerna har ofta använt denna tid för reklam.
Under 1990-talet var såpoperor populära, bland annat Rederiet, Tre Kronor, Skilda världar och Nya tider.
Musikaliskt har framför allt Melodifestivalen, men från 2004 även Idol, varit populärt. Sommartid även TV-sänd allsång.

### Reality-TV:ns intåg
År 1997 hade svensk TV-underhållning stagnerat. SVT lät spela in och sända det kontroversiella reality-TV-formatet "Survivor", under namnet Expedition Robinson. Detta var världens första riktiga dokusåpa och ledde till att tävlingsprogram grundade på intriger, gräl och mer eller mindre förnedrande moment blev populära i hela västvärlden. Efter flera skandalomsusande säsonger av bland annat Robinson, Big Brother och Farmen har intresset för denna form av underhållning svalnat. Engelskspråkiga dramaserier (bland annat Sex and the city, Desperate Housewives och Lost) har blivit populära på nytt. Trenden inom reality är program som handlar om talangutveckling. Dit hör musiktalangjakter, som Popstars, Fame Factory och Idol, men också Floor Filler, FC Z/HC Z, Let's Dance, Talangjakten och Rampfeber.